# Morragambit
Den här artikeln använder algebraisk schacknotation för att beskriva schackdragen.
Morragambit, i en del länder känd som Smith-Morra-gambit, är en schacköppning som inleds med dragen:
1.e4 c5
2.d4 cxd4
3.c3
Morrgambit är en variant i sicilianskt parti. Vit offrar en bonde för att utveckla pjäserna snabbt och skapa chanser till attack. Om svart tar bonden på c3 får vit en utvecklad pjäs och en bonde i centrum  efter draget 4.Nxc3 , medan svart har en extra bonde och en majoritet av centrala bönder. Planen för vit är att placera löparen på c4 och attackera f7, och senare kontrollera c- och d-linjerna med tornen.[]
Morragambit spelas sällan av stormästare, men spelas flitigt i Schackklubbar.

## Partiexempel
Vit: Bobby Fischer
Svart:  Auner
Okänd ort, 1960
1. e4 c5 2. d4 cd4 3. c3 d3 4. Dd3 d6 5. Sa3 g6 6. Lg5 Lg7 7. Td1 Da5 8. Sf3 Sf6 9. Sc4 Da2 10. Sd6 1-0 
Vit: Nigel Short
Svart:  Anatoly Karpov
London, Storbritannien, 1977
1. e4 c5 2. d4 cd4 3. c3 dc3 4. Sc3 Sc6 5. Sf3 e6 6. Lc4 a6 7. a3 b5 8. La2 b4 9. ab4 Lb4 10. O-O Sge7 11. Lg5 O-O 12. Sd5 ed5 13. ed5 Dc7 14. dc6 dc6 15. Tc1 a5 16. De2 Ba6 17. Lc4 Lc4 18. Tc4 Tfe8 19. De4 Tac8 20. Tfc1 Dd7 21. h4 f6 22. Le3 Sf5 23. Dg4 h5 24. Dh3 De6 25. Lc5 Sd6 26. De6 Te6 27. T4c2 Lc5 28. Tc5 Sb7 29. Th5 Td8 30. Tf5 Td3 31. Tf4 c5 32. Tfc4 Tb3 33. T1c2 Teb6 34. Sd2 Tb2 35. Se4 Tc2 36. Tc2 Kf7 37. Tc1 Ke6 38. Sc5 Sc5 39. Tc5 Ta6 40. Kf1 a4 41. Ke2 a3 42. Tc1 a2 43. Ta1 Kf5 44. Kd2 Kg4 45. Ke3 Ta3 46. Ke2 Kh4 47. Th1 Kg4 48. Ta1 f5 49. Kf1 Kf4 50. Ke2 g5 51. Kd2 g4 52. Ke2 g3 53. f3 Ke5 54. Ke1 Kd4 55. Kd2 f4 56. Ke2 Kc3 57. Td1 Kc4 58. Ta1 Kb3 59. Rc1 a1Q 0-1 